# Fabienne Amiach
Pour les articles homonymes, voir Amiach.
Ne doit pas être confondu avec Fabien Namias.
Fabienne Amiach, née le 1er juin 1959, est une animatrice de télévision française.
De 1990 à 2021, elle présente les bulletins météorologiques sur FR3 puis France 3.
Elle quitte France Télévisions le 29 juin 2021.

## Biographie

### Parcours professionnel
Après un bac littéraire et des études de journalisme, Fabienne Amiach fait en 1979 ses premiers pas comme assistante d'André Célarié à la rédaction du journal de 13 heures de TF1 d'Yves Mourousi. Autodidacte, elle effectue de nombreux voyages à titre personnel pour forger son expérience, puis en 1984 elle est engagée à Europe 1 aux côtés de Jean-Marie Cavada, puis de Jean Amadou après le départ de Cavada puis de Nicolas Hulot.
En 1990, elle entre à FR3 puis France 3 pour présenter les bulletins météo après et avant le 12/13, le 19/20 et le Soir 3 en alternance avec Michel Touret, Florence Klein et Jean-Marc Souami,. Ensuite, elle présente l'émission C'est pas la mer à boire où elle relève de nombreux défis notamment un saut en parachute à 4 000 mètres d'altitude et une expérience d'envolée vent force 5 en char à voile sur la plage du Touquet avec le grand champion Bertrand Lambert. En novembre 2008, elle présente un programme court, sur France 3, sur l'économie d'énergie et couvre la vie associative pour le magazine C'est mieux le matin.
Elle présente son dernier bulletin météo sur France 3 le mardi 29 juin 2021.

### Vie privée
Petite-fille d'un commandant dans la Marine nationale, Fabienne Amiach est mère de deux garçons.
Sur Internet, elle fait l'objet de nombreuses captures d'écran et vidéos consacrées à sa garde-robe et ses décolletés. Fabienne Amiach déclare qu'elle « trouve ça très drôle ».

## Philanthropie
En 1998, elle s'engage aux côtés des plus démunis : elle coprésente Handicap International, aux côtés d'Estelle Lefébure pour L'Enfant bleu. Depuis 1999, Fabienne est marraine et depuis 2012 présidente de l'association pour les enfants handicapés Soleil d'enfance, grâce à laquelle des enfants handicapés peuvent accéder aux loisirs, aux spectacles et à diverses sorties,.
Depuis 2007, elle s'implique également dans l'association Les puits du désert.

## Distinctions
En février 2001, Fabienne Amiach reçoit la médaille d'or du Mérite et Dévouement français.

## Publication
- Fabienne Amiach et Jean-Paul Delevoye, Le potager des grosses légumes : roman humoristique, Tournai (Belgique), éditions Fortuna, 4 avril 2017, 192 p. (ISBN 978-2-87591-162-9).